# Desudaba circe
Desudaba circe är en insektsart som beskrevs av Stsl 1863. Desudaba circe ingår i släktet Desudaba och familjen lyktstritar. Inga underarter finns listade i Catalogue of Life.